# Aire d'attraction de Ciboure
L'aire d'attraction de Ciboure est un zonage d'étude défini par l'Insee pour caractériser l’influence de la commune de Ciboure sur les communes environnantes.

## Définition
L'aire d'attraction d'une ville est composée d’un pôle, défini à partir de critères de population et d’emploi ainsi que d’une couronne constituée des communes dont au moins 15 % des actifs travaillent dans le pôle. Le pôle d’attraction constitue ainsi un point de convergence des déplacements domicile-travail,.

## Type et composition
L’aire d'attraction de Ciboure est une aire intra-départementale qui comporte 2 communes dans les Pyrénées-Atlantiques.
Elle est catégorisée dans les aires de moins de 50 000 habitants, une catégorie qui regroupe 16,5 % de la population de Nouvelle-Aquitaine et 12,2 % au niveau national.

### Carte

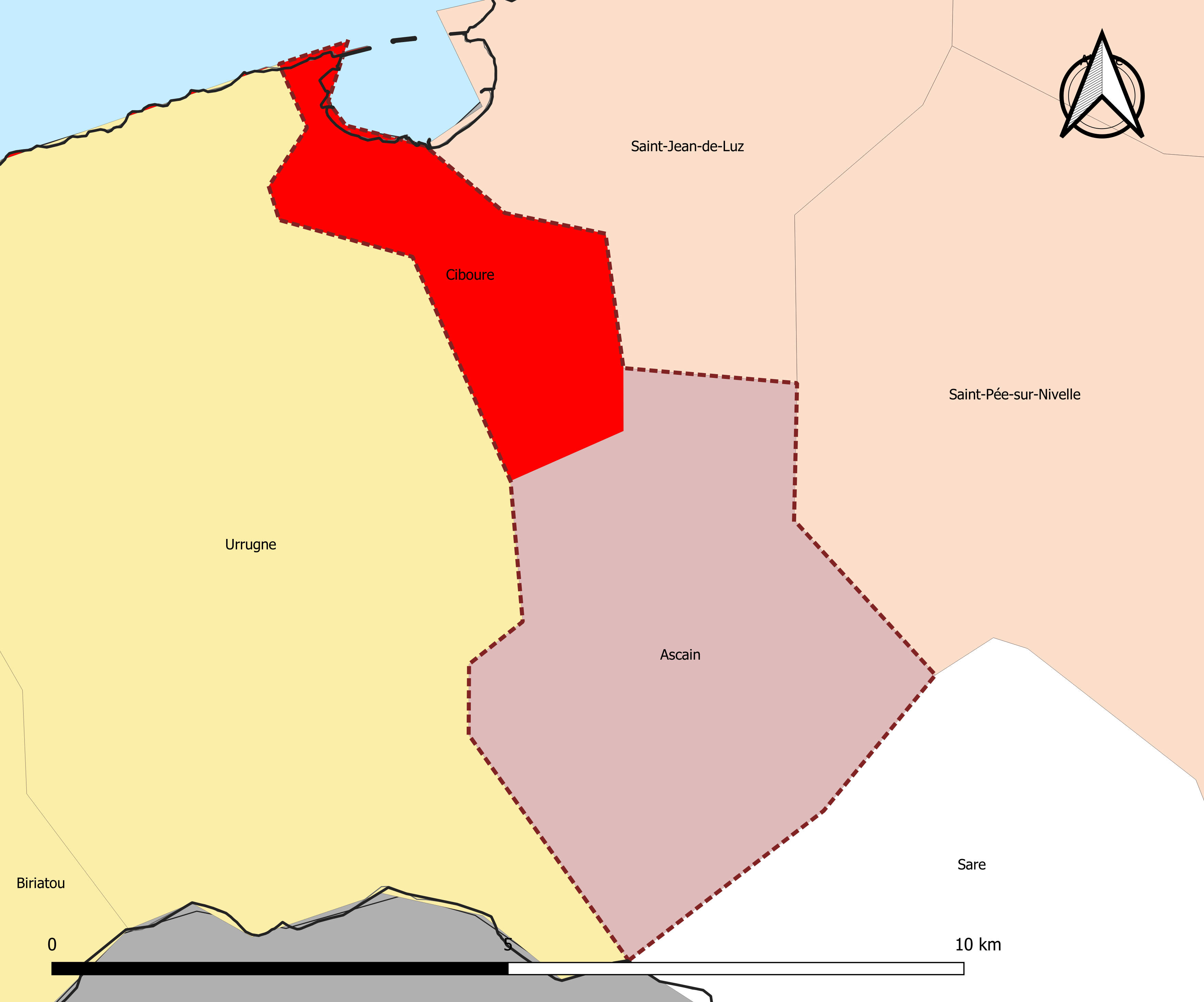
Carte de l'aire d'attraction de Ciboure.
Commune-centre
Commune du pôle principal

### Composition communale
| Nom                      | Code Insee | Département          | Statut                    | Superficie (km2) | Population (dernière pop. légale) | Densité (hab./km2) | Modifier                                    |
| ------------------------ | ---------- | -------------------- | ------------------------- | ---------------- | --------------------------------- | ------------------ | ------------------------------------------- |
| Ciboure (commune-centre) | 64189      | Pyrénées-Atlantiques | commune-centre            | 7,44             | 5 957 (2022)                      | 801                | modifier les données · modifier les données |
| Ascain                   | 64065      | Pyrénées-Atlantiques | commune du pôle principal | 19,27            | 4 561 (2022)                      | 237                | modifier les données · modifier les données |